# Profilna brtva
Profilna brtva je brtva koja se, kad je u neopterećenom stanju, dodiruje s brtvenim površinama samo na nekoj liniji. Pri upotrebi ovih brtava brtvene površine nastaju istom pri deformacijama koje su posljedica stezanja. Pri tome se razlikuju brtve koje se deformiraju elastično, one koje se deformiraju plastično, kao i one koje se deformiraju pretežno elastično, odnosno plastično. Također se razlikuju meke i tvrde profilne brtve.
Za razliku od plosnatih brtvi kod kojih tlak djeluje na određenu površinu, kod profilnih brtvi tlak se koncentrira na relativno malu površinu, zavisno od opterećenja. Ovu vrstu brtvi možemo podijeliti na brtve s pretežno elastičnim deformacijama i brtve s pretežno plastičnim deformacijama. Brtve s pretežno elastičnim deformacijama možemo podijeliti na meke profilne brtve, koje se izrađuju od gume ili azbesta, te tvrdoprofilne brtve (s utorom u prirubnici), kao što je na primjer O-prsten.

## Meke profilne brtve
Meke profilne brtve (takozvani O-prstenovi) s elastičnim deformacijama su prstenovi od gume dobivene od različitih sintetskih kaučuka, već prema zahtjevima koji se postavljaju s obzirom na njihove toplinske postojanosti i prema tlakovima u pogonu. Zbog nestišljivosti gume za ispravnu ugradnju ovih brtava mora biti osiguran dovoljan prostor za deformaciju. Utori za njihovu ugradnju mogu imati različite oblike.

### Tvrde profilne brtve
Tvrde profilne brtve izrađuju se kao prstenovi od materijala koji pružaju veliki otpor promjeni oblika, već prema pogonskim temperaturama na kojima trebaju brtviti, od bronce, bakra, mjedi, remanita. One brtve svojim, pretežno elastičnim, deformacijama. Presjeci ovih brtava mogu biti kružni, ovalni ili drugih oblika (na primjer lećasti). Prednost takvog brtvljenja jest u tome što ono omogućuje izravnavanje netočnosti međusobnih položaja dijelova u spoju i što kuglaste površine leće dopuštaju vibriranje tih dijelova, što je vrlo važno, na primjer kod cijevnih vodova parnih lokomotiva.

## Profilirane brtve
Profilirane brtve (O brtve) za dodirno brtvljenje spojeva pokretljivih dijelova upotrebljavaju se za slične svrhe kao i brtveni prstenovi s opružnim djelovanjem. Najčešće su to prstenovi kružnog presjeka od specijalne gume, ali izrađuju se i od različitih kombinacija materijala (na primjer teflona i metala). Gornje granice područja primjene takvih prstenova dosežu i do 400 °C i 1 000 bara. Za uspješno brtvljenje ovim brtvama i za njihovu trajnost bitno je da klizne površine budu bez oštećenja i da je osigurano izdašno podmazivanje. 

### Brtvljenje manžetama
Pod manžetnim brtvama razumijevaju se prstenovi od kože, gume, plastičnih masa - s naročitim oblicima presjeka, prema kojima se često i dijele, pa se govori, na primjer, o jednostrukim, dvostrukim (U manžete), u obliku lanca, fazonskim manžetama i tako dalje. Općenito se upotrebljavaju za brtvljenje pri visokim tlakovima, uglavnom tekućih medija, ali i plinova, uz prikladno podmazivanje, kako među dijelovima koji se gibaju pravocrtno tako i među onima koji se vrte. Pri tome je područje primjene manžeta od normalnog materijala ograničeno na umjerene temperature i brzine klizanja. Zbog automatskog djelovanja sve se više upotrebljavaju i za brtvljenje među mirujućim dijelovima. U novije vrijeme upotrebljavaju se i kao zaštitne brtve. 
Način djelovanja manžeta prikazan je na slici. Potporno brtveno djelovanje pogonskog tlaka kod brtvljenja jednostrukom manžetom usmjereno je samo jednostrano (poprečno), a kod dvostruke obostrano (uzdužno i poprečno). Takvo djelovanje tlaka medija može se i negativno odraziti ako su manžete neprikladno stegnute, a njihovi jezici nisu dovoljno priljubljeni na brtvenu površinu. Tada tlak fluida, umjesto da ih još bolje priljubi, može ih odići. To se može spriječiti posebnim mjerama (na primjer naročitim oblikom jezika, osiguranja jezika oprugom, pojačanjem U profila elastičnim materijalom.